# 小行星8466
小行星8466（英語：8466 Leyrat）是一颗围绕太阳公转的小行星。1981年3月2日，舒爾特·巴斯在赛丁泉山发现了此天体。
这颗小行星的绝对星等为179.63161等。